# Priponești
Priponesti là một xã thuộc hạt Galați, România. Dân số thời điểm năm 2002 là 2603 người.